# Richard Marx
Richard Noel Marx (* 16. září 1963, Chicago, Illinois, USA) je americký adult contemporary/soft rockový zpěvák, textař, hudebník a hudební producent. Koncem 80. a začátkem 90. let vydal několik hitových singlů jako „Endless Summer Nights“, „Right Here Waiting“, „Now and Forever“ a „Hazard“. Ačkoli je většina jeho hitů pomalé balady, některé jeho písně mají i klasický rockový charakter, jako například „Don’t Mean Nothing“, „Should've Known Better“, „Satisfied“ a „Too Late To Say Goodbye“.
Richard Marx se stal prvním sólovým hudebníkem, jehož prvních sedm singlů se umístilo v mezi prvními pěti písněmi žebříčku Billboard Hot 100. Celosvětově prodal víc než 30 milionů nahrávek.
Kromě písní, které sám nazpíval, také napsal a spolupracoval na psaní úspěšných písní jako „This I Promise You“ od ’N Sync nebo „Dance With My Father“ od Luthera Vandrosse. Druhá jmenovaná píseň vyhrála několik cen Grammy.

## Diskografie

### Studiová alba
- 1987 – Richard Marx
- 1989 – Repeat Offender
- 1991 – Rush Street
- 1994 – Paid Vacation
- 1997 – Flesh and Bone
- 2000 – Days in Avalon
- 2004 – My Own Best Enemy
- 2008 – Emotional Remains
- 2008 – Sundown
- 2012 – Christmas Spirit
- 2014 – Beautiful Goodbye

### Kompilační alba
- 1997 – Greatest Hits
- 2008 – Duo (s Mattem Scannellem)
- 2010 – Stories To Tell

## Filmografie
- 1980 – Coach Of The Year
- 2014 – Back In The Day